# Nguyễn Thế Khanh
Nguyễn Thế Khanh (1601-1670) là danh sĩ và đại thần thời Lê trung hưng. Ông đỗ thám hoa năm 1637 đời vua Lê Thần Tông.

## Thân thế và sự nghiệp
Nguyễn Thế Khanh người xã Phù Lưu, huyện Đông Sơn (nay thuộc xã Quảng Thắng, Thanh Hóa).
Tháng 10 (âm lịch) năm Đinh Sửu niên hiệu Dương Hòa năm thứ 3 (1637), ông thi hội đỗ tiến sĩ. Vào thi đình, vua Lê Thần Tông ra đề, lấy Nguyễn Xuân Chính, Nguyễn Nghi, Nguyễn Thế Khanh đỗ tam khôi. Ba người: trạng nguyên Nguyễn Xuân Chính 50 tuổi, bảng nhãn Nguyễn Nghi 60 tuổi, thám hoa Nguyễn Thế Khanh 37 tuổi, được xem là khoa thi có tam khôi cao tuổi nhất trong lịch sử khoa bảng Việt Nam.
Nguyễn Thế Khanh làm quan chức Hữu Thị lang bộ Lễ, tước Phương Lộc hầu. Sau khi mất, ông được tặng chức Thượng thư, tước Quận công.